# イリオモテクマタケラン

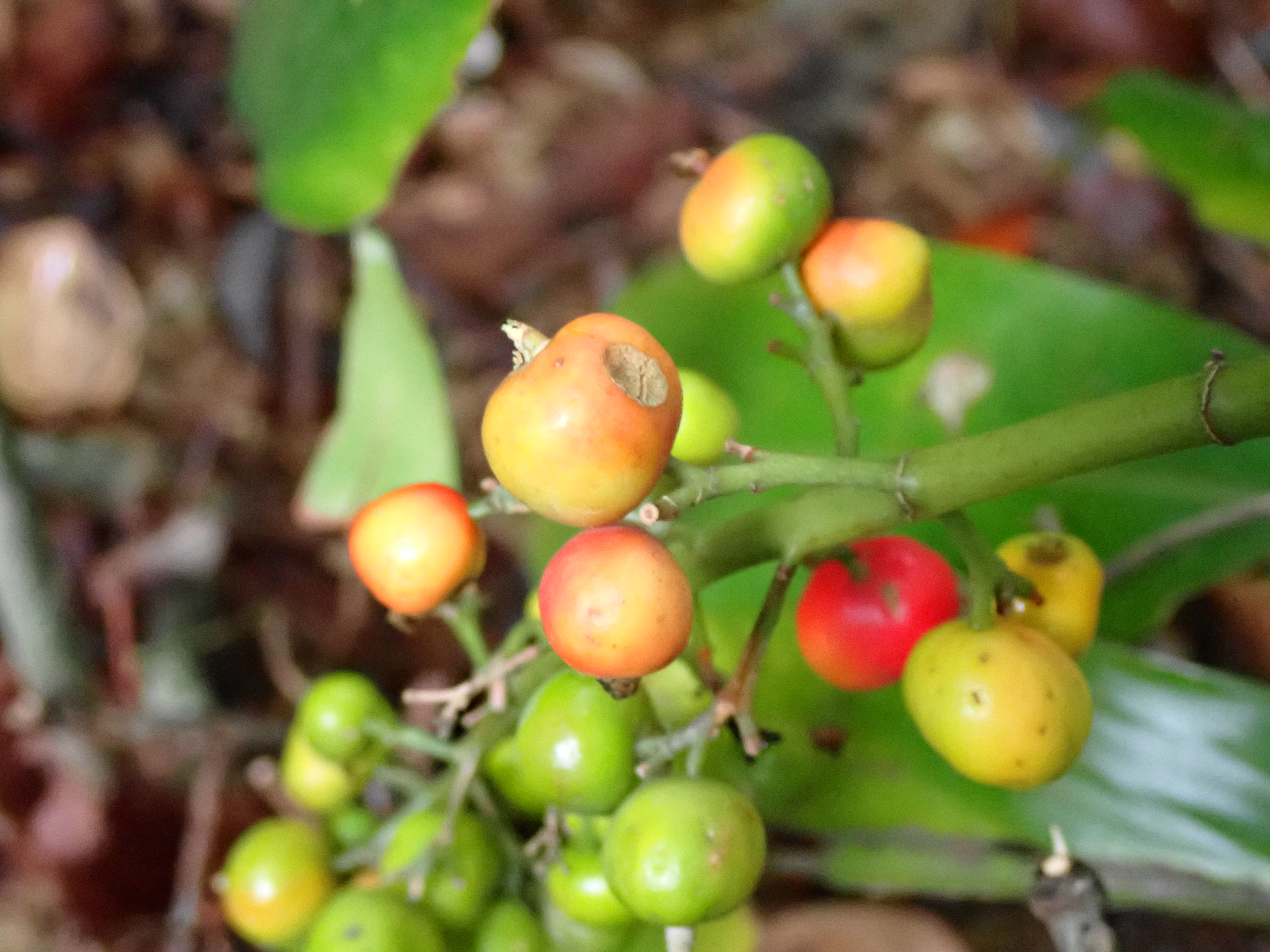
分枝した花序についた果実（2025年2月 沖縄県石垣市）

イリオモテクマタケラン（西表熊竹蘭、別名　ハダカゲットウ、学名：Alpinia flabellata）はショウガ科ハナミョウガ属の常緑多年生草本。沖縄県絶滅危惧カテゴリーNT。

## 特徴
茎は直立し、高さ1–3 m。葉は長楕円状披針形で長さ25–40 cm、全縁で互生する。初夏に咲く花は長さ1 cmで、白地に淡紅色の模様が入る。唇弁は小さく、鳥居のような形に切れ込む。花序は斜上し、基部で分枝する。果実は径1 cmほどの球形で無毛、橙黄～赤色に熟する。アオノクマタケランに似るが、本種の葉や花、果実はやや小さい。
日本に生育するハナミョウガ属 Alpiniaの中では、本種とチクリンカ（A. nigra、中国南部～インド原産で小笠原へ帰化）の2種は花序が分枝する点で同属他種と区別される。

## 分布と生育環境
石垣島と西表島にやや稀にみられ、国外では台湾、中国、フィリピンに分布。POWOでは南西諸島、台湾、フィリピンに分布としている。常緑森林樹下に生育し、種子と地下茎で繁殖する。